# Uropeltis arcticeps
Uropeltis arcticeps är en ormart som beskrevs av Günther 1875. Uropeltis arcticeps ingår i släktet Uropeltis och familjen sköldsvansormar. Inga underarter finns listade i Catalogue of Life.
Arten förekommer med flera från varandra skilda populationer i bergstrakten Västra Ghats och i andre områden i södra Indien. Den vistas i regioner som ligger upp till 1500 meter över havet. Habitatet utgörs främst av städsegröna skogar. Dessutom besöks te-, kaffe- och kardemummaodlingar. I flera fall dokumenterades exemplar som blev överkörda när de korsade en väg. Andra hot mot beståndet är inte kända. IUCN kategoriserar arten globalt som livskraftig.
Honor lägger inga ägg utan föder levande ungar.